# Plaça de la Verge (Blanes)
La plaça de la Verge és una obra del municipi de Blanes (Selva) inclosa en l'Inventari del Patrimoni Arquitectònic de Catalunya.

## Descripció
Plaça d'ús vianant entre el creuament dels carrers del Raval, Valls i de la Verge. Té unes dimensions properes als cent metres quadrats, amb cinc arbres i un fanal central. Consta de tres elements a ressaltar: la fornícula de la Verge, la porta medieval i els porxos i taulells del peix.
Pel que fa a la fornícula, és de les més grans del poble. Té una protecció de vidre i està decorada amb dos fanals sobre l'emmarcament de mig punt amb motllures i pilastres. La fornícula forma la part superior de la porta medieval i uneix els dos edificis separats pel carrer de la Verge. Sobre la Verge tenim una cornisa emmotllurada de còncaus i convex coronat per una mena d'urna ornamental.
Quant a la porta, era l'antiga entrada nord de la Vila. Està formada per una doble arcada de mig punt amb grans dovelles i brancals de pedra que es completava amb una porta que baixava de dalt a baix.
Finalment, els porxos i el taulell de venda de peix consten d'unes arcades de mig punt amb pilars quadrats i massissos, sobretot als extrems, coberts amb volta d'aresta rebaixada i arcs feixons d'unió amb l'edifici. Entre pilars, de senzilles motllures, hi ha un taulell de mig metre amb desguassos i lleugera inclinació cap a l'exterior.

## Història
El 1936 la imatge de la Verge es va salvar de la destrucció per romandre amagada i, posteriorment fou restaurada per l'artista blanenc Narcís Oliva. Les devotes principals d'aquesta imatges eren les dones embarassades, que s'encarregaven que no li faltés llum perquè els parts anessin bé.
La porta de la plaça de la Verge és un dels pocs vestigis del recinte emmurallat de la vila de Blanes. El 1381, per encàrrec de Bernat de Cabrera, es va refer la muralla i es van obrir nous portals sota planejaments del mestre d'obres Arnau Bargués. Actualment el portal queda inserit al mig de la ciutat. El gran taulell del peix està datat amb una inscripció de 1901 i va funcionar com a espai de venda fins als anys seixanta. Es van construir sota la porxada de la casa del carrer del Raval 20 que, actualment, és una terrassa d'un bar.